# کاسب‌های محل
کاسب‌های محل فیلمی به کارگردانی و نویسندگی عباس دستمالچی محصول سال ۱۳۴۸ است.

## خلاصه داستان
کاسب‌ها زندگی آرام و خوشی دارند تا اینکه «نجار» با دختری آشنا می‌شود...

## بازیگران
- ایرج رستمی
- کتایون
- همایون
- منصور سپهرنیا
- غلامحسین
- بهمنیار
- عباس مصدق
- ایران قادری
- صابر آتشین
- عباس مهردادیان
- ماشین چیان
- احمد قدکچیان